# Igreja de Santa Maria do Castelo (Pinhel)
A Igreja de Santa Maria do Castelo, também referida como Igreja de Nossa Senhora do Castelo, localiza-se no Largo de Santa Maria, no interior do Castelo de Pinhel, na cidade de Pinhel portanto.
Em estilo gótico, a sua construção remonta ao século XIV. Esta igreja alberga a imagem das Santas Mães, datada do século XV, da autoria de Diogo Pires, o Velho, tendo sido nela instalada no século XVI. A igreja possui também catorze quadros setecentistas e uma escultura notável.
A Igreja de Santa Maria do Castelo está classificada como Imóvel de Interesse Público desde 2002.